# Krzemienica (archeologia)
Krzemienica - termin archeologiczny; nazwa zaproponowana przez Stefana Krukowskiego. Niektóre stanowiska późnopaleolityczne i mezolityczne występują w postaci izolowanych, jednoczasowych skupień materiału krzemiennego. Wcześniej te skupienia zwano "gniazdami". Jest to pozostałość osadnictwa małej grupy ludzkiej (rodziny), niekiedy może być traktowana jako warsztat krzemieniarza, co potwierdzają wykonane składanki odłupanych krzemieni. Termin upowszechnił się także w anglojęzycznej literaturze naukowej (kshemenitsa).